# Marcel Griaule
Marcel Griaule (Aisy-sur-Armançon em Yonne, 16 de maio de 1898; Paris, 23 de fevereiro de 1956 , é um etnólogo francês famoso por seu trabalho sobre os dogons.

## Vida
Marcel Griaule vem de uma família de Auvergne por parte de pai e de Briard por parte de mãe.
Ele se preparou para o exame de admissão da École Polytechnique em matemática especial no Lycée Louis-le-Grand antes que a Primeira Guerra Mundial o obrigou a interromper seus estudos. Voluntário aos 17 anos na artilharia, continuou o treinamento na escola de aplicação de artilharia em Fontainebleau e ingressou na força aérea em 1917 como observador aéreo. Permaneceu na Força Aérea até 1921 ( 33 8  de aviação em Breguet). Ele escreveu nesta época dois livros famosos no mundo dos pioneiros da aviação: O Breviário do Capitão B'Hool e O Homem Abominável de Keurk .

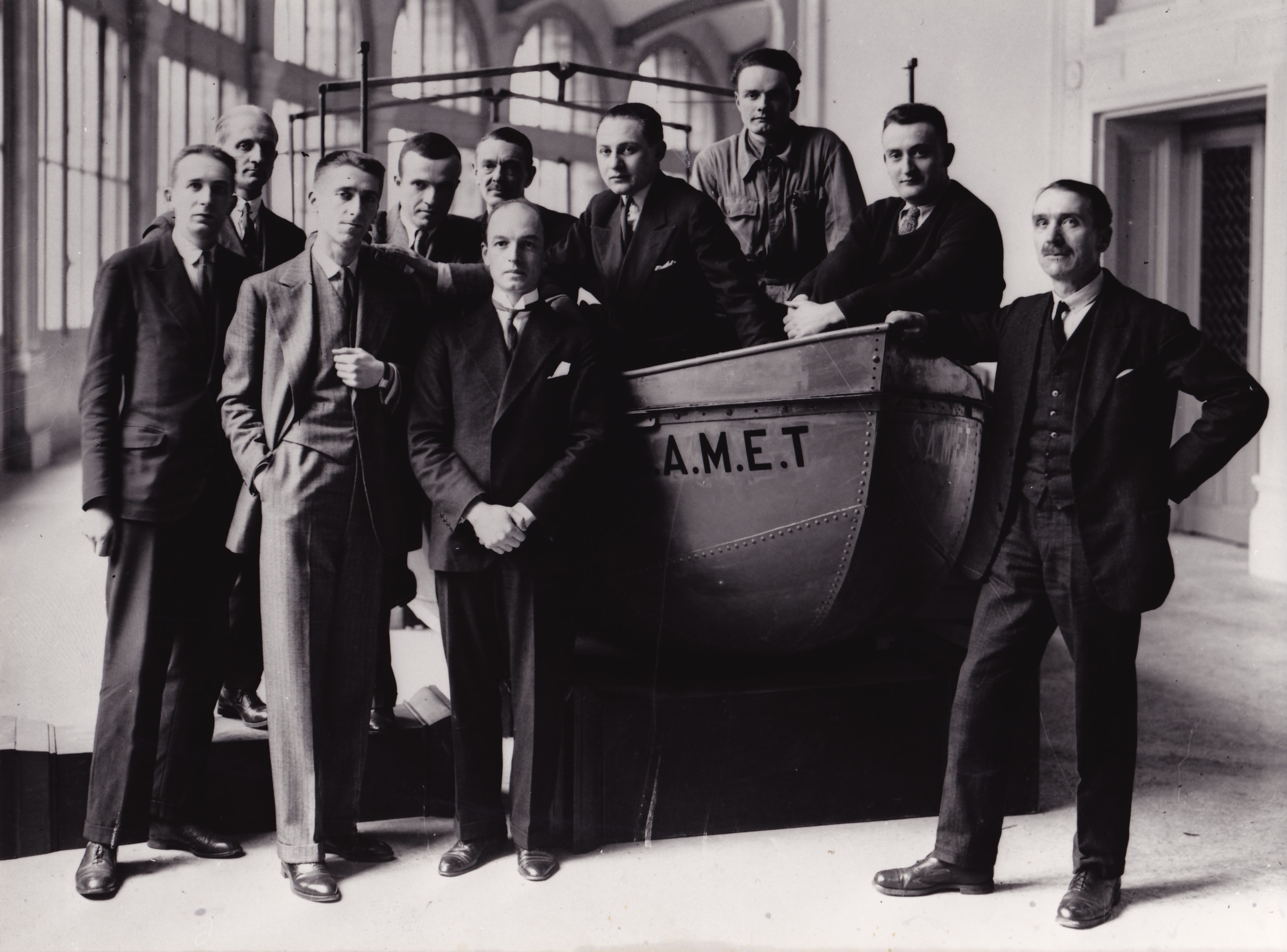
Membros da missão Dakar-Djibuti no museu de etnografia Trocadero, Paris 1931. Da esquerda para a direita : André Schaeffner, Jean Mouchet, Georges Henri Rivière, Michel Leiris, Baron Outomsky, Marcel Griaule, Éric Lutten, Jean Moufle, Gaston-Louis Roux e Marcel Larget.

Em 1922, Marcel Griaule retomou os estudos de línguas e etnologia na Escola Nacional de Línguas Orientais Vivas (ENLOV) e na Escola Prática de Estudos Avançados (EPHE) notadamente com Marcel Mauss e Marcel Cohen . Depois de lhe dar o diploma em amárico em 1927, este, que fez a viagem em 1910, o enviou para a Etiópia por vários meses (1928 - 1929). Marcel Griaule publica silhuetas e grafites abissínios e no ano seguinte Les Flambeurs d'Hommes que retoma três artigos publicados na revista Documentos e relatando sua expedição à Abissínia. 
Morreu em fevereiro de 1956 em Paris, de um ataque cardíaco  . Os funerais são organizados não apenas na França, mas também no país Dogon, e isso, de forma simbólica : « O seu funeral na terra Dogon testemunha o reconhecimento de que os homens e mulheres, habitantes destas falésias de Bandiagara, e em geral os africanos, o trouxeram e ainda o trazem. »  . Um registro e um filme desses funerais são realizados pelo Musée du Quai Branly, entre outros  . No final « cerimônias«os celebrantes, transmitindo neste simples gesto o seu sentido espontâneo do símbolo, quebraram o instrumento que sempre tinham visto na mão de quem ouvia os seus anciãos : um lápis »

## Realizações
Marcel Griaule publicou com a ajuda do abade Jérôme Gabra Moussié a tradução do livro de receitas de um dabtara abissínio que seu mestre trouxe de sua viagem de 1910, em seguida, organiza a travessia da África de oeste para leste : esta é a missão Dakar-Djibuti, da qual assume a direção, acompanhado por Michel Leiris que viria a atuar como secretário-arquivista da missão, André Schaeffner e outros etnólogos e homens do campo, inaugurando nesta ocasião a etnologia francesa no campo . Esta expedição trouxe de volta mais de 3 500 objetos, às vezes obtidos em condições controversas, que enriqueceram as coleções do museu Trocadéro. Griaule então estudou pela primeira vez os Dogons sobre os quais realizou a grande maioria de suas pesquisas depois disso. De 1935  a 1939 durante cinco expedições totalizando mais de 85 000 km percorridos. A missão estava sujeita à lei de 31 de março de 1931 . Na volta, apareceram textos no famoso jornal Minotaure onde Picasso, Masson, Dali, Lacan, Leiris, Eluard e Griaule se encontraram lado a lado. Ele é feito um oficial da Legião de Honra .
No verão de 1933, uma primeira exposição do fruto desta missão foi realizada no Museu de Etnografia. Marcel Griaule então rompeu com Michel Leiris, que publicou o diário que manteve durante a missão, Afriquephantom, no qual Leiris descobriu o tácito do Ocidente, o racismo e a desigualdade. No mesmo ano, Marcel Griaule foi feito Cavaleiro da Legião de Honra  em reconhecimento à qualidade de seu trabalho. Juntou-se assim ao seu irmão mais velho Lucien, que foi promovido ao posto de Chevalier em 1918 por seus feitos de armas durante a Primeira Guerra Mundial e por quem tinha grande afeição  . Leiris do lado ideológico-político, Griaule do outro lado com Dieu d'Eau que demonstra que existe um "universo mental entre os ditos primitivos, cultura na cabeça preta... uma cultura real, com um pensamento erudito, uma filosofia e mesmo uma cosmogonia tão complexa quanto a de Hesíodo”  . Os dois livros vão revolucionar a forma de ver e compreender o Outro, mas os dois homens então nutrem um ódio feroz um pelo outro. Griaule critica Leiris pela ausência de uma dimensão científica ao seu trabalho como secretário-arquivista. A partir de 1935, Griaule favoreceu o estudo dos Dogons . Ele então se juntou para sua tese de doutorado, que apareceu em 1938, para descrever os Jogos Dogon e as Máscaras Dogon  .
Griaule foi chamado pelo Negus da Etiópia para defender seu país invadido pela Itália fascista em 1935. Foi assim que Griaule fez parte da delegação etíope à Liga das Nações onde escreveu a contramemória etíope ao memorando italiano, que escreveu o discurso do Negus à Liga das Nações, que o acompanhou em seu exílio. londrino e que escreveu com ele os primeiros capítulos de suas memórias.
Em 1936, publicou La Peau de l'Ours, uma resposta ao Manifesto dos Intelectuais pela Defesa do Ocidente de Maulnier, Gaxotte, Baudrillart, Béraud, Brasillach, Maurras e alguns outros apoiando a agressão da Etiópia pela Itália de Mussolini  . Griaule foi então rotulado como um antifascista delirante e seu livro foi colocado na Lista de Proibição de Livros Otto e destruído. Ele é um dos raros franceses e ocidentais que assumiu a defesa de um país africano soberano invadido pela barbárie fascista. Bob Marley transformou este famoso discurso do negus em uma canção ( A guerra ) que ainda é usada como suporte para a pedagogia dos direitos humanos em muitos países (citado no Conselho de Direitos Humanos em Genebra).
Marcel Griaule e sua esposa Jeanne Troupel de la Maisonade colocaram sua casa em Haute-Savoie perto de Genebra e a Liga das Nações à disposição do presidente espanhol Manuel Azana, para que ele pudesse tentar uma mobilização final da Liga das Nações para a causa republicana . O presidente assinou sua carta de demissão em 27 de fevereiro de 1939 em Collonges-sous-Salève, na mesma mesa em que Griaule havia defendido a Etiópia algum tempo antes. A mesa foi doada ao município em 2011 e foi afixada uma placa para lembrar esse fato. Uma vez que a carta tinha de ser comunicada primeiro às Cortes espanholas, não foi comunicada até 28 de fevereiro de 1939 à imprensa internacional. Com o avanço alemão, o presidente Azana e sua comitiva partem para Montauban, onde o Sr. Azana morre algum tempo depois. Durante o Acordo de Munique (1938), Marcel Griaule se colocou à disposição da República Tchecoslovaca para defendê-la com outros soldados franceses. Por isso, ele é ameaçado de morte, assim como seus três filhos.
A Segunda Guerra Mundial mais uma vez o forçou a interromper seu trabalho. Ele se juntou à força aérea como capitão e foi premiado com a Croix de Guerre em 30 de junho de 1940  . Desmobilizado, voltou a lecionar etnologia no Instituto de Etnologia da Universidade de Paris de dezembro de 1940 e tornou-se secretário-geral deste instituto em dezembro de 1941, então vice-diretor do Musée de l'Homme  . Em 1941, ele substituiu na INALCO seu ex-professor de amárico, Marcel Cohen, que foi proibido de ensinar por leis anti-semitas . Em 1942, foi nomeado diretor do laboratório de etnologia da EPHE e em outubro do mesmo ano diretor da primeira cátedra da disciplina ministrada na Sorbonne  . Ele substituiu Paul Rivet - que teve que fugir para a América do Sul em 1941 - à frente do Musée de l'Homme. Ele impediu a nomeação para a primeira cadeira de etnologia na Sorbonne de um etnólogo racista, Georges Montandon . Foi alvo da imprensa colaboracionista de Je suis Partout au Pilori ou l' Ethnie française ! De 1944 a 1946, foi remobilizado pelo general de Gaulle como comandante da aviação (chefe da 2 região aérea de Paris anexada ao general Valin, então chefe do 2 Gabinete de Inteligência) enquanto continuava a ensinar. Ele foi  acusado de ter sido nomeado titular da cátedra de etnologia durante a guerra. Suspensa por dois meses, a comissão de inquérito conclui por unanimidade que Griaule seja exonerado : por atos de gaulismo, resistência, ajuda moral e material aos judeus. Germaine Tillon reconheceu o papel muito importante de Griaule em manter a honra da universidade francesa durante este período caótico  . Em 15 de outubro de 1949, foi promovido ao posto de Oficial da Legião de Honra  por suas ações durante a Segunda Guerra Mundial.
Após a guerra, ele se envolveu no estudo dos povos da curva do Níger . Sempre muito ligado ao povo Dogon, descreve então a sua riqueza cultural em particular ao nível da sua cosmogonia específica que descreve como " tão rica como a de Hesíodo, uma metafísica e uma religião que as coloca à altura dos povos antigos"  .
Em 1947, foi também conselheiro da União Francesa, da qual presidiu a Comissão de Assuntos Culturais até sua morte  . Sua missão é “dar voz” aos povos que dela são privados. Foi assim que ele pleiteou ardentemente pela defesa e promoção dessas civilizações desprezadas, pela diversidade cultural (notadamente durante a ratificação pela França do tratado de criação da Unesco, pelo qual criticou já em 1948 um último mandato que desajustou o juiz : "cultura", "que estranho singular, que estranho singular ocidental". Já em 1950, ele definiu o conceito de desenvolvimento humano sustentável, que as Nações Unidas assumiram em 1991 com os primeiros relatórios sobre DHD. No Mali, participou no desenvolvimento da região através da construção de uma barragem de irrigação para o cultivo de cebolas e pimentos na região de Sangha . Esta barragem, ainda operacional, leva hoje o seu nome. 

## Contribuições científicas e críticas
Os resultados e métodos de Griaule têm sido objeto de críticas na comunidade etnológica, particularmente fora do mundo francófono. Em artigo de 1991 , o etnólogo holandês Walter EA van Beeck, especialista em Dogons, distingue assim dois períodos na obra de Griaule e seus colaboradores sobre os Dogons: se seu interesse é real pelo trabalho anterior a 1948, centrado sobre a cultura material, ele mostra relutância em relação aos trabalhos posteriores, feitos com Germaine Dieterlen, que ajudaram a divulgar Griaule ao grande público.
Os motivos cosmogônicos vistos por Griaule entre os Dogons e exibidos em Dieu d'eau e Le renard pâle  não seriam encontrados entre as culturas circundantes (um argumento também formulado por Jack Goody e outros pesquisadores). Além disso, os etnólogos que investigaram entre os Dogons nas décadas que se seguiram à morte de Griaule não encontraram vestígios dos principais mitos expostos por Griaule, nem do simbolismo ligado a Sirius, exceto entre informantes que os conheceram pelo viés Griaule. Finalmente, existem inconsistências entre Dieu d'eau e Le renard pâle  e os primeiros trabalhos de Griaule.
Em suas contribuições, ele é um dos primeiros, na França, a utilizar filmes, gravações sonoras e fotografias. Ele trouxe de suas missões uma massa de documentos e objetos consideráveis, mas seus métodos para coletar esses objetos foram às vezes julgados rápidos . E permitiu descobrir a riqueza da civilização do povo Dogon e seu sistema de pensamento  .